# Lydia (paiement sur internet)
Pour les articles homonymes, voir Lydia.
Lydia Solutions est une entreprise prestataire de services de paiement de la fintech française spécialisée dans le paiement mobile, fondée en 2011.
Elle développe et exploite l'application Lydia qui permet à ses utilisateurs de réaliser des paiements mobiles.
La société propose des services financiers de compte courant rémunéré, de crédit, d'assurances et un service d'épargne regroupé en avril 2024 sous la marque Sumeria.

## Historique
La société Lydia Solutions est créée en septembre 2011 par Cyril Chiche et Antoine Porte,.
L'application Lydia est lancée en France en juillet 2013.
En septembre 2016, l'entreprise émet la carte de paiement Lydia, une carte Mastercard connectée à l'application. L'application est intégrée avec Slack ainsi que Siri et iMessage.
En 2017, l'application s'ouvre sur l'Europe avec des déploiements en Irlande, en Espagne, au Royaume-Uni, au Portugal et en Allemagne.
En juin 2017, le paiement mobile par l'application Lydia est désormais accepté dans 400 magasins Franprix (non franchisés) grâce à une alliance avec le groupe Casino,. Fin novembre 2017, Lydia devient un moyen de paiement sur le site de commerce en ligne Cdiscount, également propriété du groupe Casino,.
En décembre 2017, l'application devient compatible avec le système Apple Pay. Ce n'est qu'à partir de fin juin 2018 que le service deviendra compatible avec Samsung Pay. Le même mois, Lydia lance son offre de crédit à la consommation instantané.
En 2020, Lydia se voit attribuer le label French Tech 120 qui identifie 120 startups françaises en fort développement.
Le 15 janvier 2020, Lydia annonce une levée de fonds de 40 millions d'euros. Le géant chinois Tencent entre au capital de la société. En décembre 2020, elle lève 72 millions d'euros supplémentaires afin de devenir une "super-app (en)".
En 2021, une offre d'épargne rémunérée est lancée. Lydia conclut une nouvelle levée de fonds le 8 décembre d'un montant de 103 millions de dollars, valorisant l'entreprise à plus d'un milliard de dollars et la portant au statut de licorne,.
En avril 2023 l'entreprise modifie ses conditions générales de vente, pour optimiser sa rentabilité.
En avril 2024, une application simplifiée Lydia dédiée à l'envoi ou à la demande de fond est créée. Les autres fonctions comme le compte en ligne rémunéré, le crédit, les assurances, les placements boursiers et en cryptoactifs, sont regroupés dans une application disjointe, d'abord nommée Lydia Comptes, puis rapidement renommée en Sumeria.

## Fonctionnement des applications
(novembre 2024).

### Entre particuliers
L'utilisateur télécharge l'application sur son mobile via Google Play (pour Android) ou l'App Store (pour IOS), crée son compte et enregistre une carte bancaire. Il peut alors effectuer des transferts avec d'autres utilisateurs de l'application sans frais, cependant avec un nombre limité d'opérations par mois dans la version gratuite.

### Par les professionnels
L'application peut également être utilisée par les professionnels afin de recevoir les paiements des clients : ces derniers paient avec l'application Lydia tandis que les professionnels encaissent avec l'application Lydia Pro. Le client tape le montant dont il doit s'acquitter sur son téléphone qui génère alors un code QR que le commerçant scanne avec son terminal.
Initialement restreint au milieu étudiant (cafétérias, entrées aux soirées), le procédé s'étend notamment grâce à des partenariats avec Tupperware et Franprix,.
Le paiement en ligne est également disponible et est notamment déployé par Cdiscount et Undiz à la suite de partenariats.
L'entreprise prélève une commission de 0,7 à 1,5 % sur tous les paiements réalisés.

## Fonctionnalités
Installée sur un smartphone, Lydia propose différentes fonctionnalités permettant de payer et de gérer son argent depuis l'application.

### Paiements
Lydia permet à ses utilisateurs de payer en magasin avec leur mobile en sans contact en générant une carte virtuelle (un système de cartes virtuelles permettant de générer des numéros de paiement Visa) depuis l'application utilisable dans Apple Pay, Google Pay et Samsung Pay. Ces cartes permettent aussi de payer sur Internet.

### Gestion de l'argent
L'application permet à ses utilisateurs d'agréger tous leurs comptes bancaires dans l'application, de créer des comptes partagés et des cagnottes mobiles. Ils peuvent aussi souscrire un crédit à la consommation ou ouvrir un livret d'épargne.

### Sumeria
En 2024, Lydia commercialise Sumeria, une offre de compte courant rémunéré. Elle investit 100 millions d'euros dans ce projet.

## Procédure judiciaire
En février 2022, des clients de Lydia mènent un recours collectif contre le blocage de leur compte,.

## Popularité
D'après le magazine américain Wired, l'application Lydia est téléchargée plus de 50 000 fois en 2014 et 90 000 fois en 2015 selon La Tribune.
Mi-2017 en France, le service comporte 900 000 utilisateurs enregistrés et 500 000 transactions sont effectuées chaque mois. À la fin de l'année 2017, l'entreprise affirme avoir plus de 1,4 million d'utilisateurs enregistrés (dont 750 000 particuliers) dans les cinq pays où elle est alors présente (France, Irlande, Espagne, Royaume-Uni et Portugal). Environ 40 % de ces utilisateurs sont actifs chaque mois, engendrant un peu plus d'un million de transactions par mois.

## Affaire BalanceTonAgency
En novembre 2023, un message annonçant l'ouverture de plusieurs postes à pourvoir est publié sur le compte LinkedIn de Lydia. Le compte Instagram @BalanceTonAgency, spécialisé dans la mise en lumière des comportements problématiques des agences de communication, en fait le commentaire critique auprès de son audience.
Plusieurs points énumérés dans le message, supprimé du réseau social quelques jours après, sont présentés comme des signaux de potentielles discriminations illégales, s'ils étaient effectivement des conditions d'embauche. Par exemple : « Vous êtes prêt à faire de Lydia votre seule grande entreprise jusqu’à votre retraite », ou « Si [...] vous ne vous voyez pas en faire (de Lydia) votre compte principal, ce n'est pas une équipe faite pour vous », ou encore« Si les premières questions que vous vous posez avant de postuler [...] sont du type : quel est le montant des tickets resto, 8 ou 10 € ? [...] Cette équipe n’est vraiment pas faite pour vous. »
Le compte Instagram annonce ensuite que peu après, le compte Lydia d'Anne Boistard, l'autrice derrière @BalanceTonAgency, a été temporairement bloqué par l'entreprise qui juge qu'elle fait un usage de son compte client qui est contraire aux conditions de l'offre, en utilisant une cagnotte pour faire des appels aux dons sur les réseaux sociaux. L'utilisatrice y voit immédiatement un acte dictatorial et le fait savoir.
Ultérieurement, elle précise avoir reçu un courriel lui expliquant que la précédente action du service financier était une erreur, et que seule une partie des fonctionnalités lui était temporairement bloquée des suites des irrégularités observées sur son compte.
Cette affaire a suscité beaucoup de réactions sur les réseaux sociaux.
L'entreprise ne s'est jamais exprimée sur l'événement.